# Charles Buller
Charles Buller,  född den 6 augusti 1806, död den 29 november 1848, var en engelsk politiker.
Buller hade under en god del av sin studietid Thomas Carlyle till informator och invaldes redan 1830 i underhuset för en familjen tillhörig "rotten borough". 
Buller slöt sig till de liberala, röstade för slopande av sin egen valkrets vid den stora parlamentsreformen och satt därpå från 1832 till sin död som underhusmedlem för Liskeard. 
Buller åtföljde 1838 generalguvernören lord Durham till Kanada som privatsekreterare och anses ha haft ej ringa andel i dennes report on Canada, det berömda betänkande, som lades till grund för Kanadas parlamentariska självstyrelse. 
År 1846 inträdde han i lord John Russells whigministär som generalauditör (judge-advocate-general) och vakade i parlamentet ivrigt för fattigvårdslagstiftningens förbättring. 
Bull var nära förbunden med radikala reformvänner såsom Grote och Stuart Mill, och hans tidiga bortgång ansågs som en stor förlust för det liberala partiet. Hans byst har uppsatts i Westminster abbey.